# Gordon Roberts
Pour les articles homonymes, voir Roberts.
Temple de la renommée : 1971
Gordon William Roberts, dit Doc Roberts, (né le 5 septembre 1891 à Ottawa, dans la province de l'Ontario au Canada — mort le 2 septembre 1966 à Oakland, dans l'état de la Californie aux États-Unis) est un joueur professionnel canadien de hockey sur glace qui évoluait en position d'ailier gauche. Il joue avec l'Ottawa Hockey Club et les Wanderers de Montréal de l'Association nationale de hockey puis avec les Millionnaires de Vancouver et les Metropolitans de Seattle de l'Association de hockey de la Côte du Pacifique,. En 1910, il fait partie de l'équipe d'Ottawa qui conserve la Coupe Stanley suivant un défi, inscrivant sept buts au cours des deux rencontres victorieuses des siens sur le Club de hockey d'Edmonton. Il s'installe à Montréal en 1910 où il devient l'un des meilleurs marqueurs de l'ANH avec les Wanderers tout en étudiant la médecine à l'Université McGill.
Suivant l'obtention de son diplôme, il déménage en Colombie-Britannique et devient médecin. Continuant de jouer au hockey, Roberts intègre les Millionnaires de Vancouver. Il y gagne une nomination dans l'équipe d'étoiles et termine meilleur buteur de la ligue en 1916-1917. Il se retire du sport en 1918 après une année avec Seattle mais est ramené au jeu par Vancouver un an plus tard. Suivant une ultime saison, il se retire définitivement en 1920 pour se consacrer à sa carrière de docteur qui l'amène à Oakland en Californie où il pratique pendant plus de 40 ans. Il est intronisé au Temple de la renommée du hockey à titre posthume en 1971.

## Biographie
Gordon Roberts naît en 1891 et grandit à Ottawa au sein d'une famille de 10 enfants dont il est le plus jeune. Deux de ses frères caonnaissent des carrières sportives : Laurie, également un médecin, et Eddie, un joueur de hockey et de la crosse qui meurt au combat au cours de la Première Guerre mondiale. Au cours de sa jeunesse, Roberts pratique la crosse, le football canadien et le hockey sur glace,. Se concentrant sur ce dernier sport, il évolue avec plusieurs équipes de sa ville natale. En 1908-1909, alors qu'il joue avec les Emmets d'Ottawa, il termine meilleur buteur de l'Ottawa City Hockey League avec 19 réalisations en 6 parties.
Lorsqu'il devient professionnel en 1909 avec l'Ottawa Hockey Club, il est à 18 ans l'un des plus jeunes joueurs de la ligue. Il inscrit trois buts au cours de sa seule partie en Association canadienne de hockey, une ligue active pendant seulement quelques semaines, avant qu'Ottawa intègre l'Association nationale de hockey (ANH) pour le reste de la saison. En 9 parties dans la nouvelle ligue, il marque à 13 reprises. Étant le tenant de la Coupe Stanley, Ottawa joue en janvier 1910 un défi lancé par le Club de hockey d'Edmonton, champion de l'Alberta. À l'issue de la première partie remportée 8-4, Roberts est décrit par l'Ottawa Citizen comme la vedette de la rencontre, saluant ses mises en échec défensives et ses quatre buts. Il ajoute trois autres filets durant le second match, contribuant ainsi au succès des siens sur le score cumulé de 21-11.
S'étant inscrit à l'Université McGill afin d'étudier la médecine, Roberts déménage à Montréal. Il continue de jouer au hockey et à la crosse mais doit arrêter le football car l'université ne peut le faire certifié en tant qu'amateur. Également interdit de jouer au hockey universitaire, il rejoint les Wanderers de Montréal de l'ANH pour la saison 1910-1911. Il ne dispute que quatre rencontres cette année-là mais devient ensuite régulièrement l'un des meilleurs marqueurs de la ligue. Suivant deux saisons où il inscrit 16 buts au cours de chacune d'elles, il termine deuxième du classement des buteurs de la ligue en 1913-1914  et 1914-1915 avec respectivement 31 et 29 réalisations et est nommé au sein de l'équipe d'étoiles de la saison en 1914.
Trouvant difficile d'étudier tout en jouant au hockey, il salue le soutien apporté par ses camarades de classe et la faculté pour l'aider à obtenir son diplôme. Il doit compléter une année d'étude supplémentaire après avoir échoué sa deuxième année, mais est finalement diplômé de McGill en 1916. Suivant la saison 1915-1916 au cours de laquelle il marque 18 buts, il quitte Montréal afin de s'établir comme médecin en Colombie-Britannique. Continuant sa carrière de joueur en parallèle, il rejoint les Millionnaires de Vancouver de l'Association de hockey de la Côte du Pacifique (PCHA). Il se classe meilleur buteur avec 43 buts en 23 matchs et est nommé dans l'équipe d'étoiles de la saison 1916-1917. Sa pratique médicale l'amène à Seattle et il intègre alors l'effectif des Metropolitans pour l'exercice 1917-1918. Souhaitant se concentrer sur sa carrière de médecin dans la région de la Baie Howe en Colombie-Britannique, il se retire du hockey en 1918. Il est cependant ramené en PCHA par les Millionaires l'année suivante. Il inscrit 16 buts en 20 parties pour Vancouver avant de se retirer définitivement.
Roberts est considéré par ses contemporains comme l'un des meilleurs ailiers gauche de l'histoire du sport. Le gardien de but Clint Benedict était convaincu qu'il avait la capacité de courber la trajectoire du palet lorsqu'il tirait. Il est d'ailleurs quelquefois considéré comme l'inventeur du « tir courbé ».
Roberts va à New York en 1922 où il fait des études post-universitaires. Les Sénateurs d'Ottawa, nouveau nom du club de la capitale canadienne désormais en Ligue nationale de hockey, tentent de le sortir de sa retraite tandis que l'Université Cornell cherche à obtenir ses services en tant qu'entraîneur de crosse. Roberts refusent les deux offres afin de se concentrer sur sa pratique médicale. Il s'installe en Californie et enseigne pendant un temps à l'hôpital de l'Université Stanford. En 1925, il s'établit à Oakland où il pratique en tant qu'obstétricien pendant 40 ans. Il continue de rester en contact avec le hockey en devenant arbitre pour la California Hockey League. Roberts décède à Oakland en 1966. Il est intronisé au Temple de la renommée du hockey à titre posthume en 1971.

## Statistiques
| Saison      | Équipe                     | Ligue         |     | Saison régulière | Saison régulière | Saison régulière | Saison régulière | Saison régulière |   | Séries éliminatoires | Séries éliminatoires | Séries éliminatoires | Séries éliminatoires | Séries éliminatoires |
| Saison      | Équipe                     | Ligue         | PJ  | B                | A                | Pts              | Pun              | PJ               | B | A                    | Pts                  | Pun                  |                      |                      |
| 1908-1909   | Emmitts d'Ottawa           | OCHL          | 6   | 19               | 0                | 19               | 8                | 2                | 2 | 0                    | 2                    | 0                    |                      |                      |
| 1909-1910   | Seconds d'Ottawa           | OCHL          | 1   | 3                | 0                | 3                | 5                |                  |   |                      |                      |                      |                      |                      |
| 1909-1910   | Ottawa Hockey Club         | ACH           | 1   | 3                | 0                | 3                | 6                |                  |   |                      |                      |                      |                      |                      |
| 1910        | Ottawa Hockey Club         | Coupe Stanley |     |                  |                  |                  |                  | 2                | 7 | 0                    | 7                    | 0                    |                      |                      |
| 1910        | Ottawa Hockey Club         | ANH           | 9   | 13               | 0                | 13               | 34               |                  |   |                      |                      |                      |                      |                      |
| 1910-1911   | Wanderers de Montréal      | ANH           | 4   | 1                | 0                | 1                | 3                |                  |   |                      |                      |                      |                      |                      |
| 1911-1912   | Wanderers de Montréal      | ANH           | 18  | 16               | 0                | 16               | 28               |                  |   |                      |                      |                      |                      |                      |
| 1912-1913   | Wanderers de Montréal      | ANH           | 16  | 16               | 0                | 16               | 22               |                  |   |                      |                      |                      |                      |                      |
| 1913-1914   | Wanderers de Montréal      | ANH           | 20  | 31               | 13               | 44               | 15               |                  |   |                      |                      |                      |                      |                      |
| 1914-1915   | Wanderers de Montréal      | ANH           | 19  | 29               | 5                | 34               | 74               | 2                | 0 | 0                    | 0                    | 15                   |                      |                      |
| 1915-1916   | Wanderers de Montréal      | ANH           | 21  | 18               | 7                | 25               | 64               |                  |   |                      |                      |                      |                      |                      |
| 1916-1917   | Millionnaires de Vancouver | PCHA          | 23  | 43               | 10               | 53               | 42               |                  |   |                      |                      |                      |                      |                      |
| 1917-1918   | Metropolitans de Seattle   | PCHA          | 18  | 20               | 3                | 23               | 24               | 2                | 0 | 0                    | 0                    | 3                    |                      |                      |
| 1919-1920   | Millionnaires de Vancouver | PCHA          | 22  | 16               | 3                | 19               | 13               | 2                | 1 | 0                    | 1                    | 0                    |                      |                      |
| Totaux ANH  | Totaux ANH                 | Totaux ANH    | 107 | 124              | 25               | 149              | 240              | 2                | 0 | 0                    | 0                    | 15                   |                      |                      |
| Totaux PCHA | Totaux PCHA                | Totaux PCHA   | 63  | 79               | 16               | 95               | 79               | 4                | 1 | 0                    | 1                    | 3                    |                      |                      |

## Trophées et honneurs personnels
- 1908-1909 : meilleur buteur de l'Ottawa City Hockey League
- 1909-1910 : champion de la Coupe Stanley avec l'Ottawa Hockey Club
- 1913-1914 : équipe d'étoiles de l'Association nationale de hockey
- 1916-1917 :
  - meilleur buteur de l'Association de hockey de la Côte du Pacifique
  - équipe d'étoiles de l'Association de hockey de la Côte du Pacifique
- 1971 : intronisé au Temple de la renommée du hockey en tant que joueur